# Diseño floral

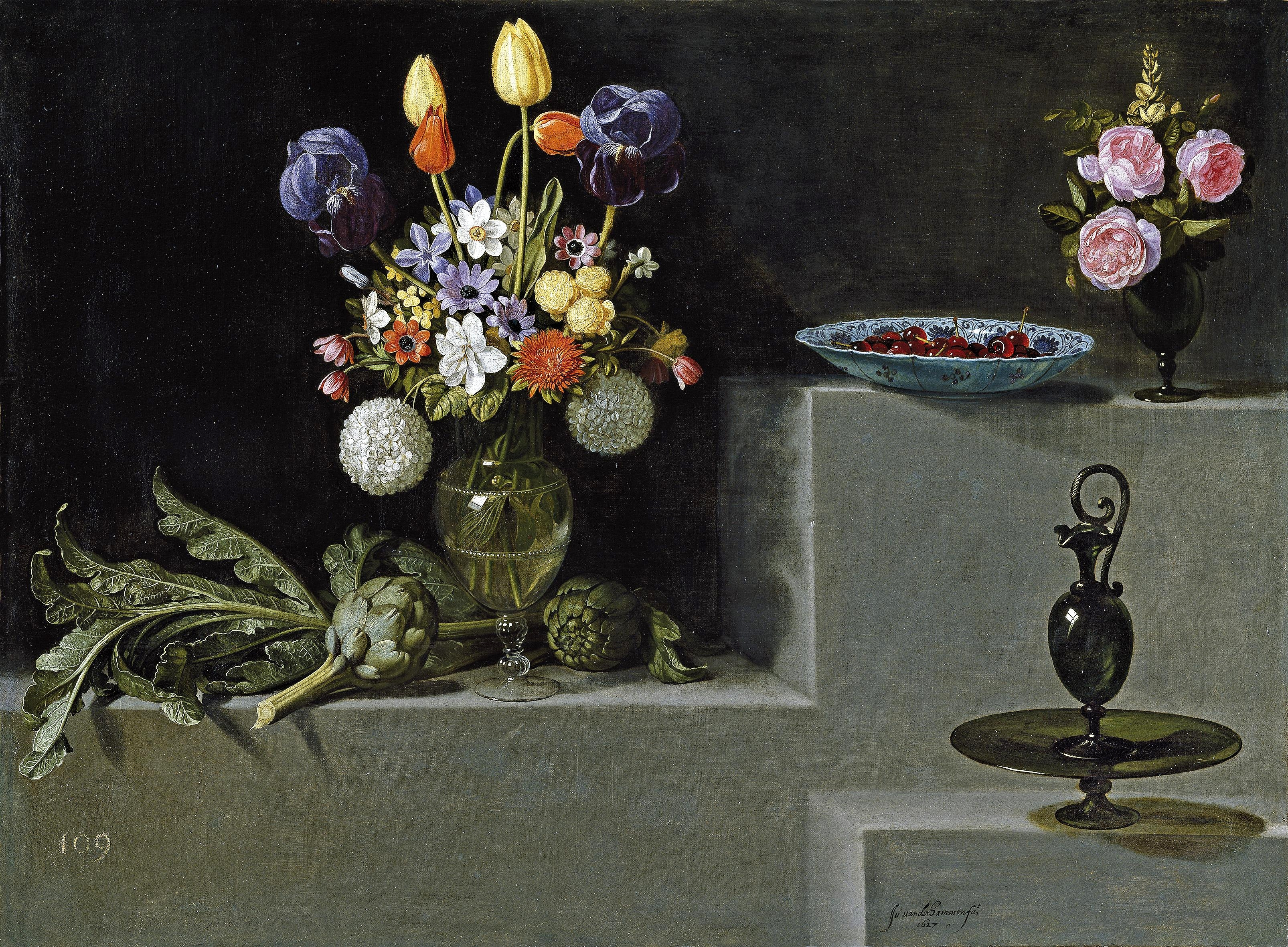
Diseño floral en un bodegón del del pintor Juan van der Hamen (Bodegón con alcachofas, flores y recipientes de vidrio). Museo del Prado.

El diseño floral o arte floral es el arte de tomar materiales florales y no florales tales como flores, plantas y/o accesorios con características decorativas especiales por sí mismos y unirlos para crear composiciones balanceadas y agradables con fin específico, por lo general la expresión de algún sentimiento o emoción o la decoración de algún espacio en especial. Se han encontrado evidencias de trabajos con flores debidamente bien realizados en tiempos tan antiguos como las culturas del antiguo Egipto, roma o Grecia, entre otros, así como muestras claras de sus usos, tradiciones y teorías en las milenarias culturas asiáticas.

## Términos

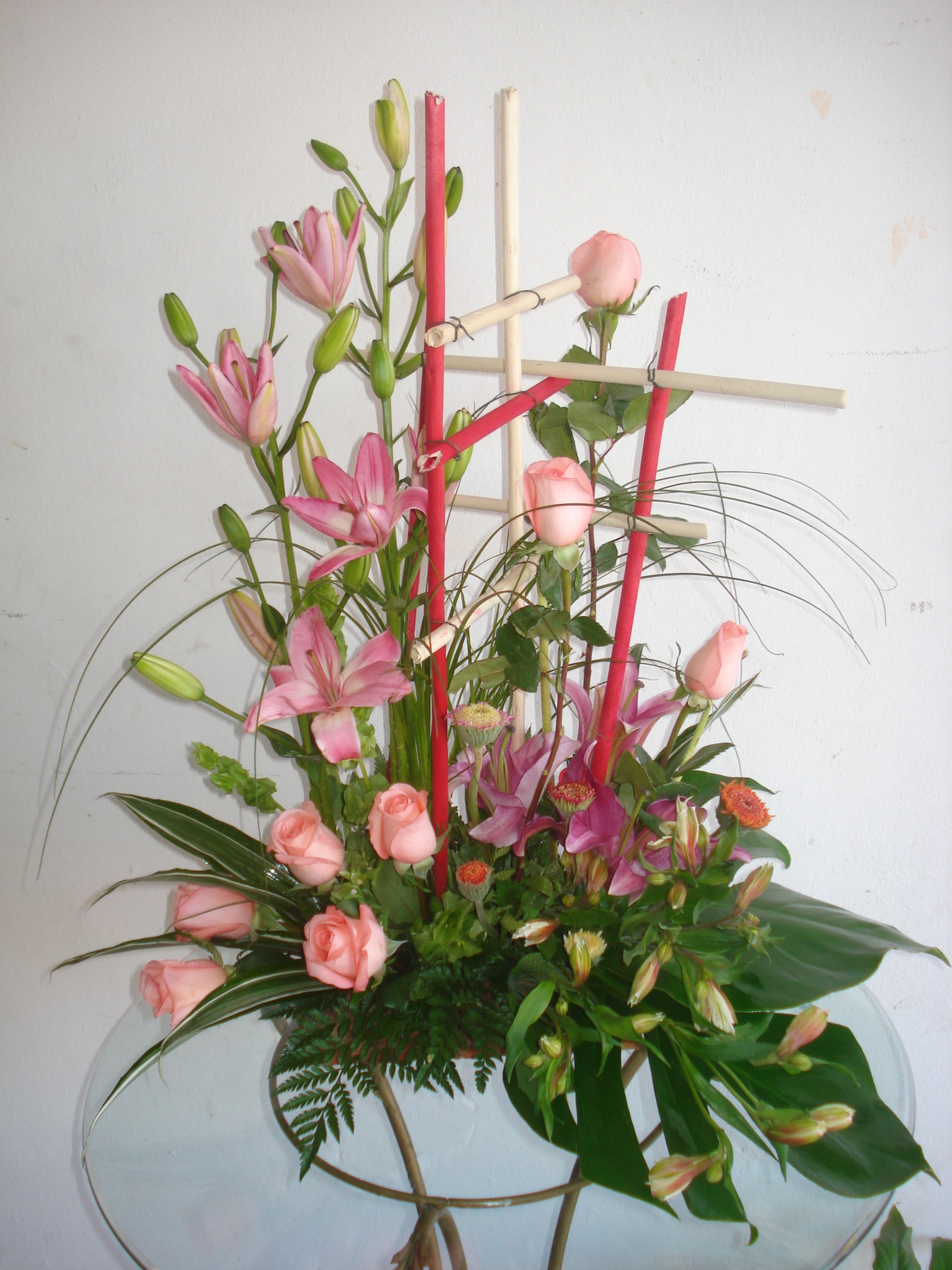
Diseño con rosas y lirios incluyendo una estructura pequeña y accesorios de decoración.

Usualmente los términos diseño floral y arte floral se consideran sinónimos,sin embargo se reconoce como floristería al lugar donde se venden las flores o trabajos florales al detalle y donde usualmente trabajan el florista y el diseñador floral, y al diseño floral como el arte en sí o el estudio y desarrollo del mismo. El florista es el ayudante avanzado del diseñador floral, ya que, por sus capacidades de técnicas y desarrollo de las mecánicas, el diseñador es el creador de la pieza decorativa, y el florista el encargado de realizar la composición por sus conocimientos en morfologías y manejo especializado de las herramientas y principios del diseño floral.
Entre los trabajos realizados en la actualidad por los diseñadores florales se encuentran trabajos para venta al detalle en floristerías o tiendas de regalos como arreglos florales en bases diferentes (floreros, canastas y otros contenedores) o ramos de flores y otras composiciones similares, decoración de eventos, ambientación de espacios y realización de accesorios de vestuario con flores, también llamado bisutería floral, y muchos más. Todo esto se realiza tanto con flores de corte, follajes, hierbas y otros materiales naturales, artificiales o deshidratados, así como accesorios y materiales de decoración.

## Teoría y estilos de diseño floral

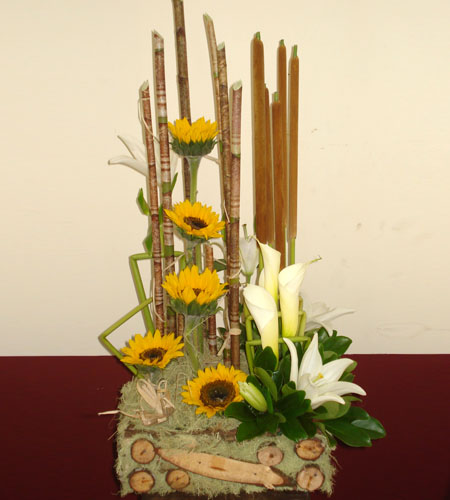
Diseño floral realizado con Girasoles (Helianthus annuus), Eneas (Typha angustifolia) y Lirios azucena (Lilium longiflorum) y accesorios de decoración naturales.

Los diseños florales, arreglos o decoraciones incorporan los elementos del diseño floral: línea, forma, espacio, textura y color y los principios del diseño floral: balance, proporción, ritmo, contraste, armonía y unidad.
Existen muchos estilos de diseño floral. Los diseños orientales, occidentales y estilos europeos han influenciado la industria floral comercial a día de hoy. El ikebana es un estilo oriental japonés de diseño floral que incorpora los tres principales elementos: el cielo, el hombre y la tierra. En contraste, el estilo europeo enfatiza el color y la variedad de materiales botánicos en trabajos masivos o de múltiples flores. Por otro lado, el diseño occidental históricamente se ha caracterizado por estilos de arreglos simétricos o asimétricos y horizontales o verticales principalmente. Sin embargo, con la globalización del comercio y los últimos avances en la comunicación, vemos hoy en día cada vez más mezclas de estas tendencias, principalmente en Europa y América.

## Arreglos con flores deshidratadas o artificiales
Las creaciones permanentes o de larga duración son utilizadas hoy en día incluyendo materiales deshidratados como cortezas, madera, flores, hojas y materiales preservados, así como aquellos materiales artificiales que se asemejen a una flor o al follaje natural, fabricados en materiales como tela, plástico, fibras, látex, etc., convirtiéndose así en una extensión cada vez más común del diseño floral y poniendo su principal importancia en el hecho de que duran más tiempo y no dependen de las estaciones climáticas.

## Escuelas y asociaciones
Junto con el siempre creciente interés por el mundo natural y las flores, la industria floral continúa desarrollándose. El incremento de instituciones que ofrecen formación en diseño floral se ha expandido en muchas universidades, así como en escuelas de diseño floral certificadas alrededor del mundo. De igual manera muchos diseñadores florales con vasta experiencia en su área dedican parte de su tiempo a impartir cursos o talleres tanto en sus lugares de trabajo como en otras ciudades. Es cada vez más común encontrar en algunas ciudades seminarios, cursos y ferias dedicadas al tema de la floristería y el diseño floral. En América, una de las más importantes asociaciones industriales en este campo es el AIFD (American Institute of Floral Designers), junto con la SAF (Society of American Florists).